# Drymaja
Drymaja – greckie miasto w północnej Fokidzie, w dolinie rzeki Kefisos. Znajdowała się w nim świątynia Demetry Tesmoforos.